# Leeghwaterpolder
De Leeghwaterpolder, ook wel De Leegwater, is een voormalig waterschap in de provincie Groningen.
De oorspronkelijke polder, die mogelijk uit 1799 dateerde, werd door de aanleg van het Eemskanaal in tweeën gesplitst. Het grootste, noordelijke deel, inclusief het afgesneden deel van de Nijverheidspolder, kreeg de oorspronkelijke naam. Het kleine, zuidelijke deel ging op in de Nijverheidspolder. De polder behoorde tot het Dorpsterzijlvest, maar waterde uit in de boezem van het Woldzijlvest. Vanaf 1871 viel het onder het waterschap Fivelingo.
De eerste molen was een grondzeiler, vermoedelijk gebouwd in 1799, toen de koopman Jan Hendrik Sissingh en Hindrick Popkes als volmachten van de watermolen tussen de Groeve en de Scharreweersterweg 2600 gulden leenden, waarmee ze een vaste beklemming van 6 grazen land aan de Groeve kochten. In 1816 sprak men over de molen van Piet Spijk; de eerste leggers van het kadaster vermelden de volmachten van de Spijkmolen. Men sprak ook wel over de Opwierder watermolen. De molen brandde in 1850 af en werd mogelijk iets zuidelijker herbouwd. In 1857 heette de polder De Leegwater en was hij 342 ha groot. De oude molen werd in 1870 verkocht. De nieuwe molen uit 1871 werd in 1892 na een storm herbouwd en in 1937 gesloopt. 
Het waterschap van 1868 lag ten zuiden van Appingedam en grensde in het noorden aan de Stadsweg (de huidige Farmsumerweg) en enkele hoge gronden rond de stad, in het westen aan de Groeve-Noord, in het zuiden aan het Eemskanaal en in het oosten aan de Flikkezijlsterpolder, ongeveer waar nu de Klaas Bosstraat en de Mr. A.T. Voslaan liggen. De polder had een molen die uitsloeg op de Groeve, net ten noorden van de sluis in dat kanaal. 
Waterstaatkundig gezien ligt het gebied sinds 2000 binnen dat van het waterschap Noorderzijlvest.

## Naam
De polder is als eerbetoon genoemd naar Jan Adriaanszoon Leeghwater.